# Ida Maria
Ida Maria Børli Sivertsen (nacida en Nesna, condado de Nordland; el 13 de julio de 1984) es una cantante y guitarrista de rock noruega conocida simplemente como Ida Maria. Pese a nacer en Noruega, en la actualidad vive en Estocolmo, Suecia. Obtuvo un notable éxito en su país natal tras ganar dos concursos nacionales para artistas desconocidos, el Zoom en 2006 y el Urørt en 2007 y actuar dos años en la gala by:Larm, organizada por la industria discográfica del país escandinavo.
Su primer álbum, Fortress Round My Heart (2008), fue un éxito al incluir los sencillos "Oh My God", "I Like You So Much Better When You're Naked" y "Stella" que sonaron con regularidad en la emisora noruega NRK P3. Su popularidad también se vio incrementada en el Reino Unido tras aparecer en el programa musical Later... with Jools Holland, ser entrevistada por el periódico The Times y actuar en el festival de Glastonbury.
Katla, publicado en 2010, fue su segundo álbum de estudio, aunque no consiguió superar las ventas de su antecesor, contiene el sencillo "Bad Karma" incluido en la banda sonora de Scream 4.
Ida Maria padece una patología neurológica conocida como sinestesia, que le hace ver colores cuando oye música.

## Biografía

### Primeros años
Ida Maria Børli Sivertsen nació en Nesna, una ciudad de menos de 2 000 habitantes, Noruega; el 13 de julio de 1984. Su padre, un músico de jazz y ska, y su madre que cantaba en bodas, la introdujeron en el rock con la música de Jimi Hendrix. Durante su infancia sus padres le instaron a aprender a tocar el piano, pero ella optó por aprender a tocar la guitarra. En el instituto aprendió canto de jazz y se unió al "Coro Juvenil de Noruega". A los 16 años dejó su casa para trasladarse a Bergen para vivir con un grupo de hippies donde comenzó a componer. Durante su estancia en Bergen, donde residió tres años, Ida Maria tuvo que tocar en la calle y vender licor para pagar el alquiler.
Tras su etapa en Bergen, Ida Maria se trasladó a Estocolmo con la intención de buscar músicos para formar una banda y actuar en directo. Allí conoció al bajista Johannes Lindberg, al guitarrista Stefan Törnby y al batería Olle Lundin.

## Discografía

### Álbumes de estudio
- 2008 - Fortress Round My Heart - Lista de álbumes en el Reino Unido: posición 39[10]
- 2010 - Katla
- 2013 - Love Conquers All

### Sencillos
- "Oh My God"
- "Drive Away My Heart"
- "Stella"
- "Queen of the World"
- "I Like You So Much Better When You're Naked"
- "Quite Nice People"

## Grupo
La formación que grabó Fortress Round My Heart y tomó parte en la gira posterior junto a Ida Maria fue:
- Ida Maria – voz, guitarra rítmica
- Stefan Törnby – guitarra solista
- Johannes Lindberg – bajo
- Olle Lundin – batería